# Ramboldia bullata
Ramboldia bullata är en lavart som först beskrevs av Kalb & Elix, och fick sitt nu gällande namn av Kalb, Lumbsch & Elix. Ramboldia bullata ingår i släktet Ramboldia och familjen Lecanoraceae.   Inga underarter finns listade i Catalogue of Life.